# Sébastien Lakou
Sébastien Lakou (né à une date inconnue au Congo) est un joueur de football international congolais, qui évoluait au poste d'attaquant, avant de devenir entraîneur.

## Biographie

### Carrière de joueur
Il participe à la Coupe d'Afrique des nations 1974 puis à la Coupe d'Afrique des nations 1978 avec l'équipe du Congo.
Il joue par ailleurs trois matchs comptant pour les qualifications pour la Coupe du monde 1978.